# 对共产主义标志的禁令

禁止使用共產主義标志的國家
禁止使用某些共產主義标志（有例外）的國家
禁止使用纳粹标志的國家
禁止使用某些纳粹标志（有例外）的國家
禁止使用納粹和共產主義标志的國家
禁止使用納粹和共產主義标志（有例外）的國家
沒有生效禁令的國家或地區
沒有對納粹和/或共產主義标志進行直接管制，但有规定禁止使用标志在公共场所传播仇恨的国家

对共产主义标志的禁令是许多国家去共化政策的一部分。

## 各国

### 阿尔巴尼亚
阿尔巴尼亚共产主义罪行研究所（ICC）提议禁止播放共产主义时期的电影，引发了公众的负面反应。

### 保加利亚
保加利亚于2016年11月24日对拟议法律进行一读表决，规定公开展示共产主义标志为非法。这项法律要求将共产主义政权时期制作的美化前共产党及其领导人的标志和物品从公共场所移除。然而，该提案未付诸二读，也未经过保加利亚总统签署或在保加利亚国家公报上公布，因此未成为法律。

### 
克罗地亚目前有审查法西斯主义和共产主义标志的使用问题，其中一项讨论是关于红星的禁令。红星是南斯拉夫人民军在克罗地亚独立战争中使用的标志。

### 捷克
1991年，捷克斯洛伐克对《刑法》进行修订，其中第260条提及纳粹主义和共产主义，禁止宣传限制人权和自由的运动。后来，由于缺乏明确的法律定义，对这些内容的具体提及被删除。尽管如此，法律本身还是符合宪法的。2005年，捷克共和国有人请愿禁止宣传共产主义； 2007年，有人提议对法律进行修正，禁止共产主义标志。两次尝试均告失败。

### 爱沙尼亚
爱沙尼亚国会于2007年初起草了一项《刑法典》修订草案，公众如果出于扰乱公共和平或煽动仇恨的目的使用苏联和纳粹标志应受到惩罚。该法案仅停在国会初读通过，后续并没有进一步在国会二读，因此没有生效。

### 
格鲁吉亚禁止在政府建筑物上使用苏联时代的标志，也禁止在公共场所使用这些标志，但当局很少执行该法。禁止共产主义标志这一提议最早是在2010年提出的，但没有界定适用的范围。 2014年，有人提议修订禁令，更加明确适用界限。

### 德国
东德国旗在西德和西柏林被禁，稱之爲（分裂主义旗帜），直到1960年代末禁令才得以解除。根据德国刑法第86条第一款的规定，德国共产党的标志和旗帜仍然被禁。

### 匈牙利
匈牙利《刑法典》（2000年）第269 / B規定，禁止使用法西斯主义和共产主义獨裁的標志。同年，该法受到质疑，宪法法院則维持這項法令，表示法令对言论自由的限制是合理的。2008年7月，欧洲人权法院审议了Attila Vajnai的质疑，後者因使用紅星而被控轻罪，宣布匈牙利法律侵犯了言论自由。法院承认纳粹和共产主义政权严重侵犯人权，但同時指出，现代的匈牙利是一个稳定的民主国家，出現独裁统治的可能性微乎其微，因此，匈牙利以“明确、紧迫和具体的社会需求”为由限制言论自由是没有道理的。最终，匈牙利宪法法院于2013年援引欧洲人权法院決議，以缺乏准确定义为由废除该法。2017年3月，匈牙利总理奧班·維克多提出了一项草案，取締帶有納粹卐字或共产紅星等标志的商品，包括荷兰喜力啤酒公司使用的标志。

### 印度尼西亞

反共宣传传单和文学作品，指责印尼共产党参与九三〇事件

在9月30日未遂政变和随后的反共大屠杀之后，印度尼西亞于1966年通过TAP MPRS第25/1966号法令，1999年通过Undang Undang第27/1999号法令，正式禁止了共产主义以及马克思主义和马克思列宁主义。这两项法令現在仍然有效。该法雖并未明确宣布禁止共产主义标志，但印尼警方经常利用该法逮捕展示共产主义标志的人。有些违法者并不知道他們展示的是共产主义标志，在这种情况下，当局经常只进行轻微处罚或处以少量罚款就将其释放。而企图通過展示共產主義標志传播共产主义和/或马克思列宁主义思想則被视为叛国罪，最高可判处20年徒刑。與其他同樣实行反共主义的国家相比，印度尼西亚是一个反共政策非常嚴格的国家。
其他社会主义和左翼相關標志虽然并未受到法律的正式禁止（因为民主社会主义本身在该国仍然是可以接受的），但仍然受到印度尼西亚人民广泛谴责，并被认为与共产主义密切相关。这些標志包括红星、社会主义纹章、红旗，以及《国际歌》和“全世界无产者，联合起来！”等國歌和標語。尽管如此，《国际歌》在国际劳动节期间仍可使用。
自1967年新秩序政权建立以来，锤子與镰刀在该国已受到污名化，与一般西方国家对待纳粹標志的方式非常相似。此外，在印度尼西亚穆斯林和基督教徒群體中，印度尼西亚共产党普遍被指控在1965年大清洗期間进行宗教迫害。因此，即使没有任何政治意图，在公开场合展示这一標志仍然是極具冒犯性的。
不算第二次世界大战期間的轴心国的話，印度尼西亚是世界上最早對共产主义標志做出禁令的国家之一。
2017年4月，印度尼西亚警察在马塔兰一家旅馆拘留了一名马来西亚游客。这位游客穿着一件带有锤子镰刀符号的T恤衫，他不知道在印度尼西亚是禁止使用共产主义標志的。警察在對游客做出警告后没收了这件T恤並將其釋放。2018年5月，一名俄罗斯游客在巴厘岛因为展示苏联胜利旗也被警察拘留。

### 伊朗
自1949年以来，共产主义符号以及马克思列宁主义和共产主义思想在伊朗已被禁止，并在20世紀80年代伊朗伊斯蘭革命之后再度被禁，被禁者包括伊朗人民党和伊朗人民聖戰者組織。

### 拉脫維亞
2013年6月，拉脱维亚议会通過了在所有公共活动中針對展示苏联和纳粹标志的禁令。该禁令涉及旗帜、国歌、制服、納粹的卐字和苏联的锤子與镰刀。

### 立陶宛
立陶宛在2008年禁止使用苏联和纳粹标志，違者罰款（《行政犯罪法》第18818条）。《会议法》第5条規定，禁止举行涉及纳粹和苏联意象的会议。截至2015年，该法律已生效。

### 摩尔多瓦
2009年，摩尔多瓦国会议员Oleg Serebryan提出了此類禁令，于2012年生效。但摩尔多瓦宪法法院裁决该法违宪。

### 波蘭
2009年，波兰刑法第256条增加了第2至4款，禁止“法西斯主义、共产主义或其他极权主义标志”，除非“在艺术、教育、收藏或学术活动中使用”。2011年7月19日，波兰宪法法庭裁定该禁令因侵犯言论自由而部分违宪。2017年6月，波兰更新了“去共化”立法，将苏联用於政治宣傳的纪念碑包括在内，引发了俄罗斯政府的负面反应。但是，波兰法律并未禁止使用共产主义标志。

### 羅馬尼亞
罗马尼亚国家安全相關第51/1991号法律第3条（h）款将以下情况视为对国家安全的威胁：“发起、组织、实施或以任何方式支持共产主义、法西斯主义、铁卫团，或任何其他来源的极权主义或极端主义行动，可能以任何方式危害罗马尼亚的统一和领土完整的种族主義、反猶太主義、修正主义、分裂主义行动，以及煽动可能危害法治国家秩序的行爲”。但是，法律中并未特别提及標志。

### 
與西德对东德旗幟的禁令类似，朝鲜国旗和劳动党黨旗也作为违宪标志在韩国被禁止，但也有存在一些例外情況。

### 中華民國
根據《動員戡亂時期臨時條款》（1948-1991年），國民黨政府宣佈五星紅旗為非法，類似於1952年西德和南韓頒布的國旗禁令。2011年廢除了《中華民國國家安全法》中對共產主義意識形態和象徵意義的禁令，引發了部分人士的不滿。

### 乌克兰
2015年4月，最高拉达通过了一部禁止共产党和纳粹标志的法律。早在2012年，乌克兰西部的利沃夫市就禁止公开显示共产主义符号。2015年12月17日，所有共产党在乌克兰均被正式禁止。歌唱或演奏苏联前国歌或其他任何加盟共和國前国歌可判处最高五年徒刑。2019年7月，宪法法院维持了该法律，将共产主义等同于纳粹主义。

### 美国
在1919–20年美国的红色恐慌期间，包括明尼苏达州、南达科他州、俄克拉荷马州和加利福尼亚州在内的许多州通过了禁止展示红旗的法律。在1931年Stromberg诉加利福尼亚州一案中，美国最高法院裁定此类法律违反宪法。

## 欧盟
2005年1月，维陶塔斯·兰茨贝吉斯在欧洲议会其他议员的支持下，敦促除纳粹标志外，还要禁止在欧盟使用共产主义标志。2005年2月，欧盟委员会拒绝了在欧洲范围内将对纳粹标志的禁令扩大到共产主义标志的呼吁，理由是在打击种族主义的环境下处理这一问题是不合适的。但是，这一拒绝并不阻止个别成员国制定自己的法律。2010年12月，欧盟委员会向欧洲议会和欧盟理事会发表了题为“欧洲极权主义政权所犯罪行的记忆”的报告，提及一些成员国（捷克共和国、波兰、匈牙利和立陶宛 ）禁止使用共产主义符号，并得出结论，“欧盟在权力范围内，可以在这一领域发挥作用，为成员国正视极权主义罪行遗留问题的进程做出贡献”。2019年9月，欧洲议会以535票赞成，66票反对和52票弃权通过了“歐洲的紀念對歐洲未來的重要性的決議”联合议案。具体而言，决议第17和第18点“对公共领域和商业目的继续使用属于极权制度的标志表示关注”，并指出“某些成员国的公共场所（公园、广场、街道等）仍然存在着颂扬极权主义政权的纪念碑和纪念馆，这为二战战争后果相关史实的歪曲和极权主义政治制度的传播铺平了道路”。